# أكسيد الكروم الثنائي
أكسيد الكروم الثنائي هو مركب لاعضوي صيغته الكيميائية CrO ،وهو مؤلف من الكروم والأكسيجين. وهو بودرة سوداء تتبلور ببنية ملح صخري.
يستطيع الهيبوفوسفيت إرجاع أكسيد الكروم الثلاثي إلى أكسيد الكروم الثانئي:
H3PO2 + 2 Cr2O3 → 4 CrO + H3PO4
ويتأكسد بسهولة في الجو.